# Inanna
Inanna là một nữ thần Lưỡng Hà cổ đại gắn liền với tình yêu, sắc đẹp, tình dục, dục vọng, sinh sản, chiến tranh, công lý và quyền lực. Bà được thờ phụng ban đầu ở Sumer và sau đó là Akkad, Babylon và Assyria dưới cái tên Ishtar. Innana được mệnh danh là "Nữ vương Thiên giới" và là nữ thần bảo trợ của ngôi đền Eanna tại thành bang Uruk, đây cũng được xem là lãnh địa của bà. Bà gắn liền với sao Kim và các biểu tượng như sư tử và ngôi sao tám cánh. Một trong những người phối ngẫu của Inanna là thần chăn cừu Dumuzid (sau này gọi là Tammuz) và sukkal (người hầu cận) của bà là nữ thần Ninshubur ('Nàng đêm', các truyền thuyết sau này đổi thành nam thần Papsukkal).
Inanna được thờ phụng ở Sumer từ thời Uruk (k. 4000 trước Công nguyên - k. 3100 trước Công nguyên) hoặc sớm hơn, nhưng cho đến tận sau cuộc chinh phạt của Sargon của Akkad, bà mới trở thành một trong những vị thần được sùng bái nhất ở Sumer, với đền thờ trải rộng khắp Lưỡng Hà. Tục thờ phụng Inanna/Ishtar, có thể có liên quan đến những nghi lễ tình dục, đã được duy trì bởi những nhóm người nói tiếng Đông Semit tiếp nối người Sumer. Bà đặc biệt được người Assyria sùng bái và trở thành vị thần tối cao của họ, thậm chí xếp trên cả vị thần bảo trợ của Assyria là Ashur. Inanna-Ishtar được ngầm nhắc đến trong Kinh thánh và có ảnh hưởng rất lớn đến nữ thần của người Phoenicia là Astoreth, người sau này lại có ảnh hưởng đến nữ thần Hy Lạp Aphrodite. Sự thờ phụng Inanna tiếp tục phát triển cho đến khi dần suy tàn vào khoảng từ thế kỷ 1 đến thế kỉ 6 sau Công nguyên, do sự trỗi dậy của Kitô giáo, mặc dù nó vẫn tồn tại ở một số vùng Lưỡng Hà Thượng cho đến tận cuối thế kỷ 18.
Inanna là vị thần xuất hiện nhiều nhất trong thần thoại Sumer. Nhiều thần thoại về bà xoay quanh việc bà chinh phục lãnh địa của các vị thần khác. Bà được cho là đã đánh cắp các me, thứ đại diện cho tất cả các khía cạnh tích cực và tiêu cực của nền văn minh, từ cha mình Enki - vị thần trí tuệ. Bà cũng được cho là đã chiếm ngôi đền Eanna từ An, vị thần của bầu trời. Cùng với anh trai sinh đôi Utu (sau này gọi là Shamash), Inanna là vị thần thực thi công lý thần thánh. Bà đã phá hủy Núi Ebih vì dám thách thức quyền uy của mình; giáng cơn thịnh nộ xuống thế giới và trừng trị tên làm vườn Shukaletuda đã cưỡng hiếp bà trong giấc ngủ; truy tìm và trừng phạt nữ tướng cướp Bilulu - kẻ giết chết Dumuzid. Trong phiên bản tiếng Akkad chuẩn của Sử thi Gilgamesh, Ishtar ngỏ ý muốn Gilgamesh trở thành người tình/ chồng của mình, nhưng ông ta từ chối khiến bà tức giận thả Thiên ngưu xuống tàn phá mặt đất, dẫn đến cái chết của Enkidu và hành trình tìm kiếm sự bất tử của Gilgamesh.
Huyền thoại nổi tiếng nhất của Inanna-Ishtar là câu chuyện bà đi vào và trở ra từ Cõi âm. Bà cố gắng chinh phục lãnh địa của chị gái Ereshkigal, nữ vương Địa ngục, nhưng bị chư thần kết tội kiêu ngạo và xử tử. Ba ngày sau, Ninshubur cầu xin tất cả các vị thần mang Inanna trở lại, nhưng tất cả bọn họ đều từ chối ngoại trừ Enki. Ông đã phái hai sinh vật vô tính xuống giải cứu Inanna. Chúng hộ tống Inanna ra khỏi Địa ngục, nhưng các hộ pháp Địa ngục galla đã kéo Dumuzid chồng bà xuống dưới để thay thế. Dumuzid cuối cùng được phép trở lại thiên giới trong nửa năm, còn chị gái ông Geshtinanna phải thay phiên ở lại địa ngục trong thời gian đó, dẫn đến chu kỳ của các mùa trong năm.

## Biểu tượng

### Hình ảnh biểu trưng
Biểu tượng phổ biến nhất của Inanna-Ishtar là ngôi sao tám cánh, mặc dù số đỉnh của ngôi sao không phải luôn cố định. Vào thời Cựu Babylon (k. 1830 - k.1531 TCN), ngôi sao tám cánh được gắn với Sao Kim, ngôi sao đại diện Ishtar.  
Kí tự hình nêm của Inanna là một nút sậy xoắn hình lưỡi câu, đại diện cho cột cửa của nhà kho, một biểu tượng phổ biến của sinh sôi và no đủ. Trong thời kỳ Neo-Assyrian (911 - 609 TCN, rosette (biểu tượng hoa cách điệu dạng tròn) có thể đã trở thành biểu tượng chính của Ishtar, thay thế ngôi sao tám cánh. Đền thờ Ishtar ở thành phố Aššur được trang trí với rosette.
Inanna-Ishtar được gắn với hình ảnh sư tử, con vật được người Lưỡng Hà cổ đại xem như biểu tượng của quyền lực, hoặc là bồ câu, với hình ảnh được thể hiện trên các vật thờ tự ngay từ đầu thiên niên kỷ thứ ba trước Công nguyên.

### Nữ thần sao Kim
Inanna được gắn liền với sao Kim và được ca tụng trong một số bài thánh ca như nữ thần sao Kim. Bởi vì các chuyển động của Sao Kim có vẻ như không liên tục (nó biến mất trong nhiều ngày và sau đó xuất hiện trở lại ở phía chân trời khác), một số nền văn hóa không nhận ra Sao Kim là một thực thể duy nhất mà cho rằng đó là hai ngôi sao riêng biệt trên mỗi chân trời là sao Hôm và sao Mai. Tuy nhiên, một con dấu hình trụ từ thời Jemdet Nasr chỉ ra rằng người Sumer cổ đại đã biết rằng ngôi sao buổi sáng và buổi tối là cùng một thiên thể. Các chuyển động của Sao Kim tương ứng với nhiều thần thoại về Inanna và bản chất kép của bà.
Inanna như là một Anunītu được gắn với con cá phía đông của chòm sao Song Ngư. Người phối ngẫu của bà, Dumuzi, được gắn với chòm sao tiếp giáp, Bạch Dương.

## Đặc điểm
Người Sumer suy tôn Inanna là nữ thần của cả chiến tranh và tình dục. Không giống như các vị thần khác với vai trò đóng khung và phạm vi hoạt động hạn chế, những câu chuyện về Inanna cho thấy bà luôn luôn di chuyển và chinh phục. Bà được thể hiện như một nữ thần trẻ tuổi và nóng nảy, không ngừng phấn đấu giành lấy thêm nhiều quyền lực/lãnh địa so với những gì đã được ban cho.

Mặc dù được tôn sùng là nữ thần tình yêu, Inanna không phải là nữ thần hôn nhân, và cũng không bao giờ được xem như một người mẹ. Trong thần thoại Inanna xuống Địa ngục, Inanna cư xử với người tình Dumuzid một cách thất thường, khi lạnh lùng khi thương xót. Khía cạnh này được nhấn mạnh trong phiên bản tiếng Akkad tiêu chuẩn sau này của Sử thi Gilgamesh, trong đó Gilgamesh từ chối trở thành người tình của Ishtar vì bà thường đối xử tệ bạc với những người tình của mình.

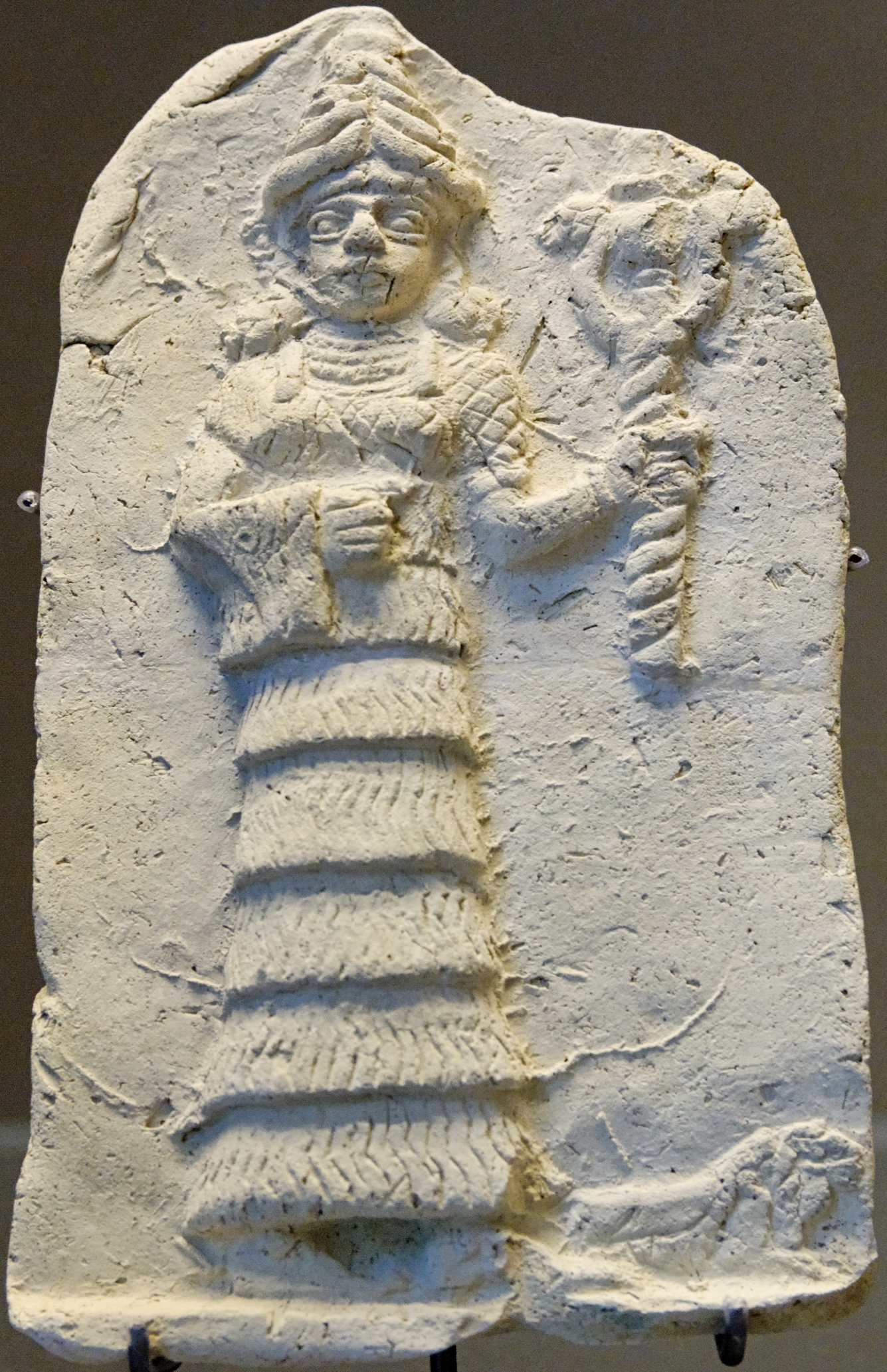
Bức phù điêu bằng đất nung thể hiện Ishtar ở Eshnunna (đầu thiên niên kỷ 2 trước Công nguyên)
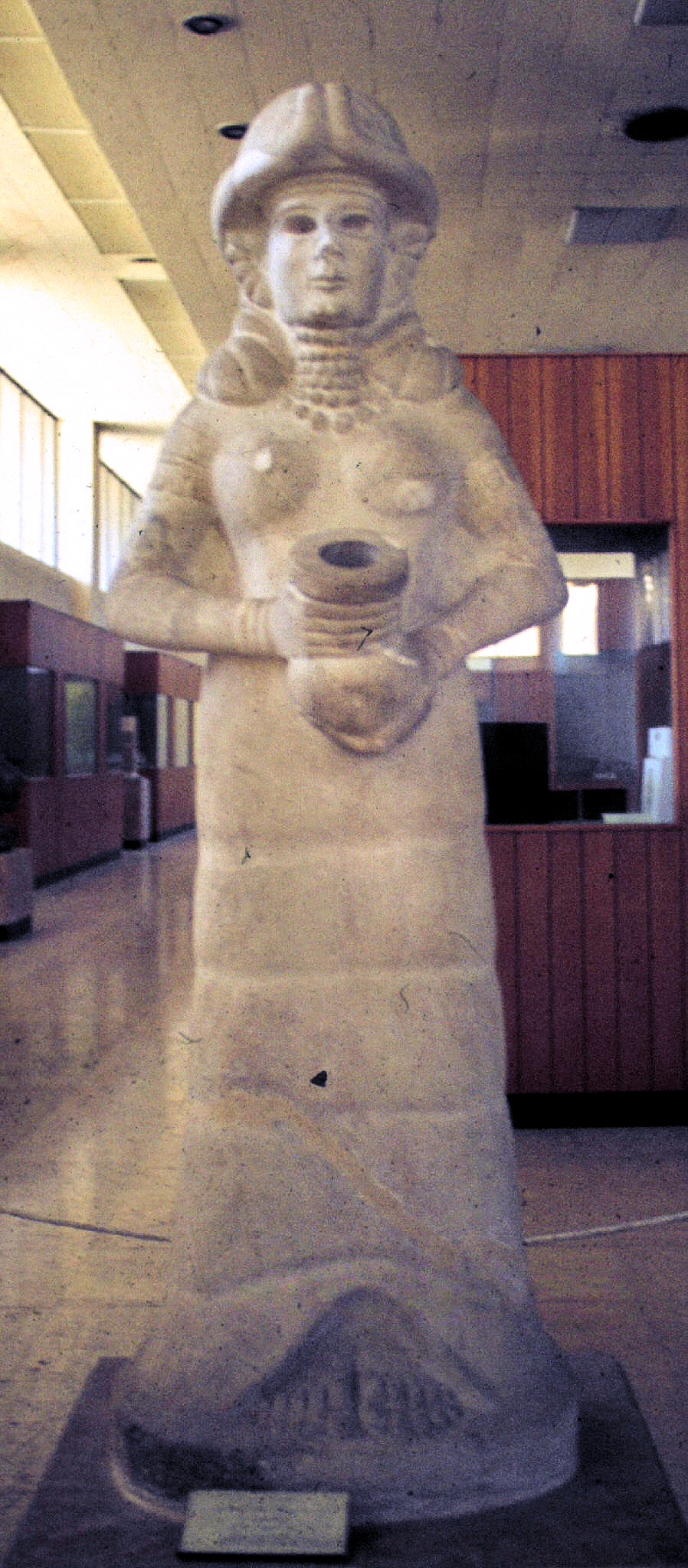
Bức tượng (có thể là) Ishtar đang cầm một chiếc bình từ Mari, Syria (thế kỷ 18 TCN)
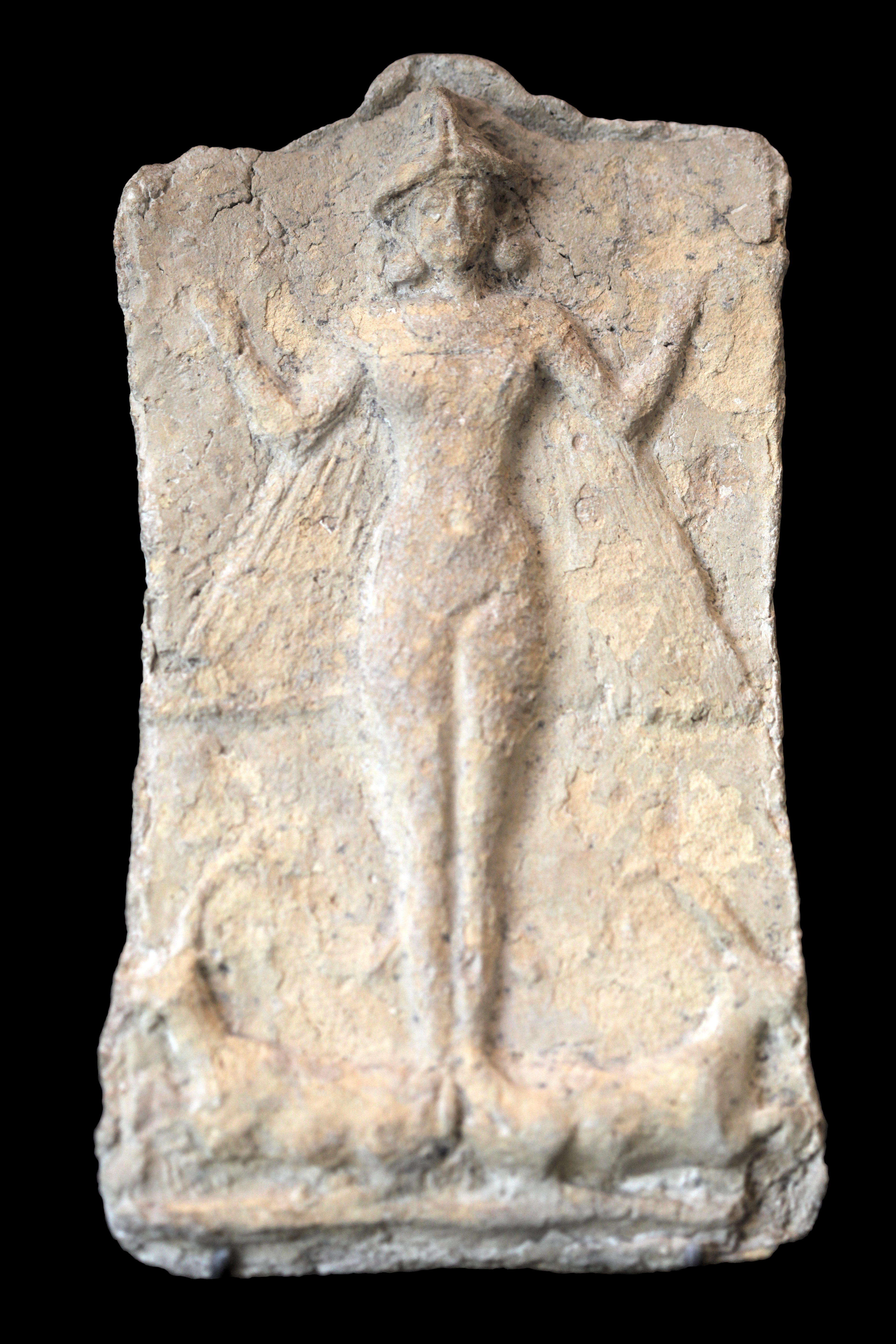
Bức phù điêu bằng đất nung của Ishtar với đôi cánh, từ Larsa (thiên niên kỷ 2 trước Công nguyên)
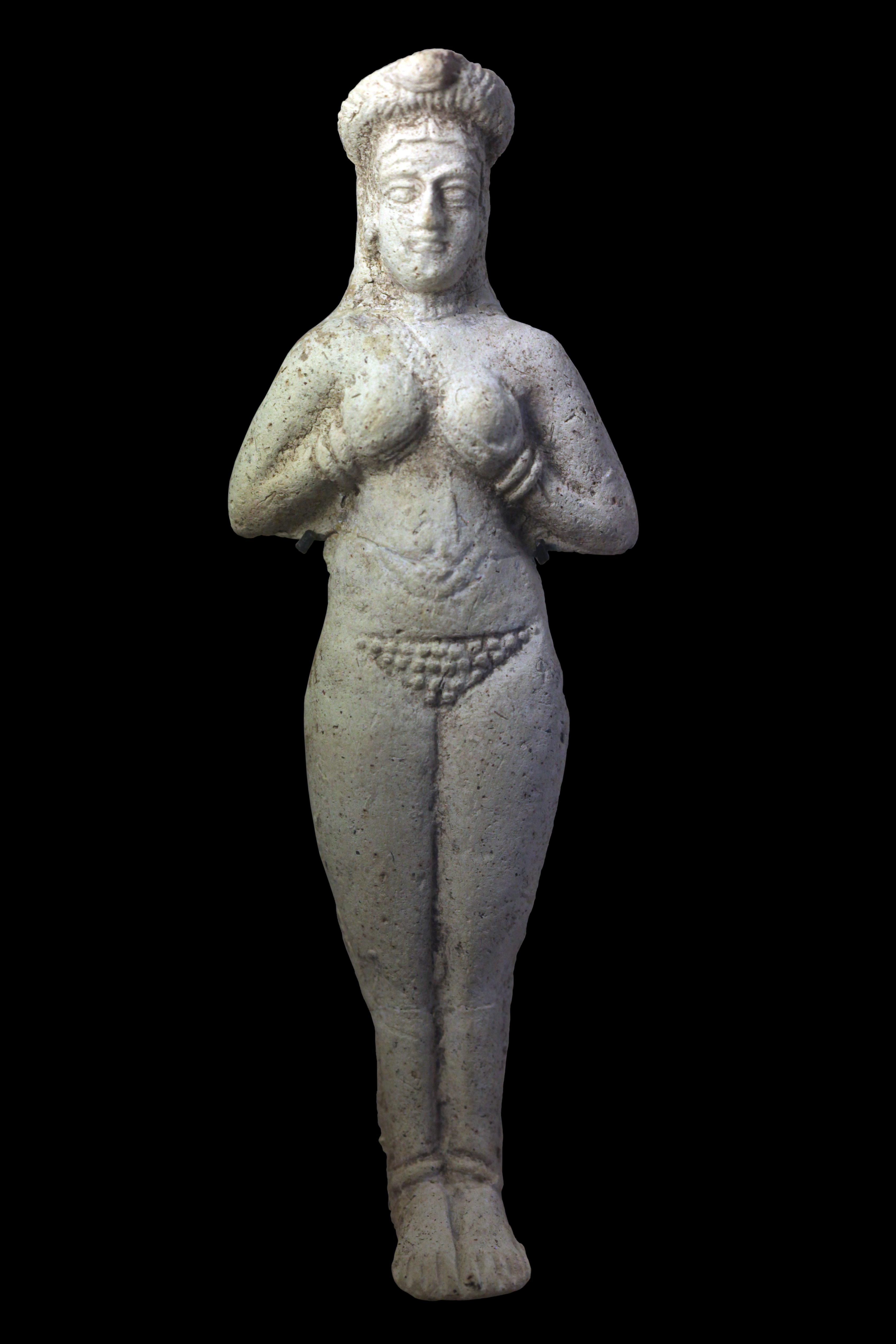
Tượng người phụ nữ ôm ngực, có thể đại diện cho Ishtar, từ Susa (k. năm 1300 - k. năm 1100 trước Công nguyên)
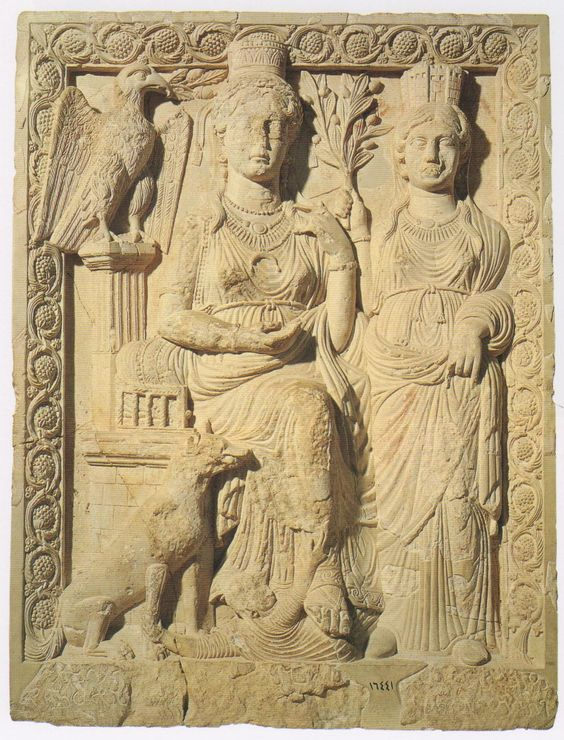
Tác phẩm điêu khắc thể hiện hình ảnh Hy Lạp hóa của Ishtar và người hầu, từ Palmyra (thế kỷ 3 sau công nguyên)
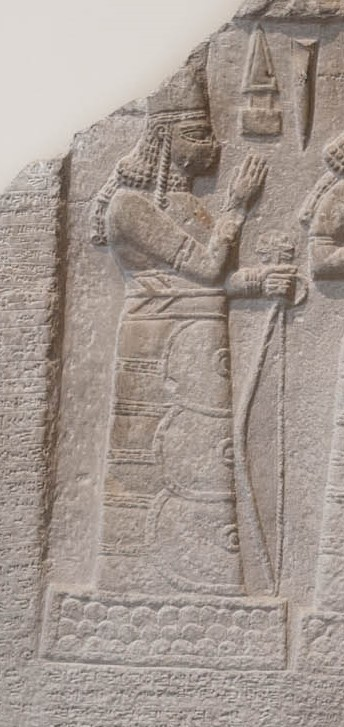
Ishtar cầm cung, từ bảo tàng Ennigaldi-Nanna (thế kỷ 8 trước Công nguyên)

## Thần thoại Sumer

### Thần thoại gốc

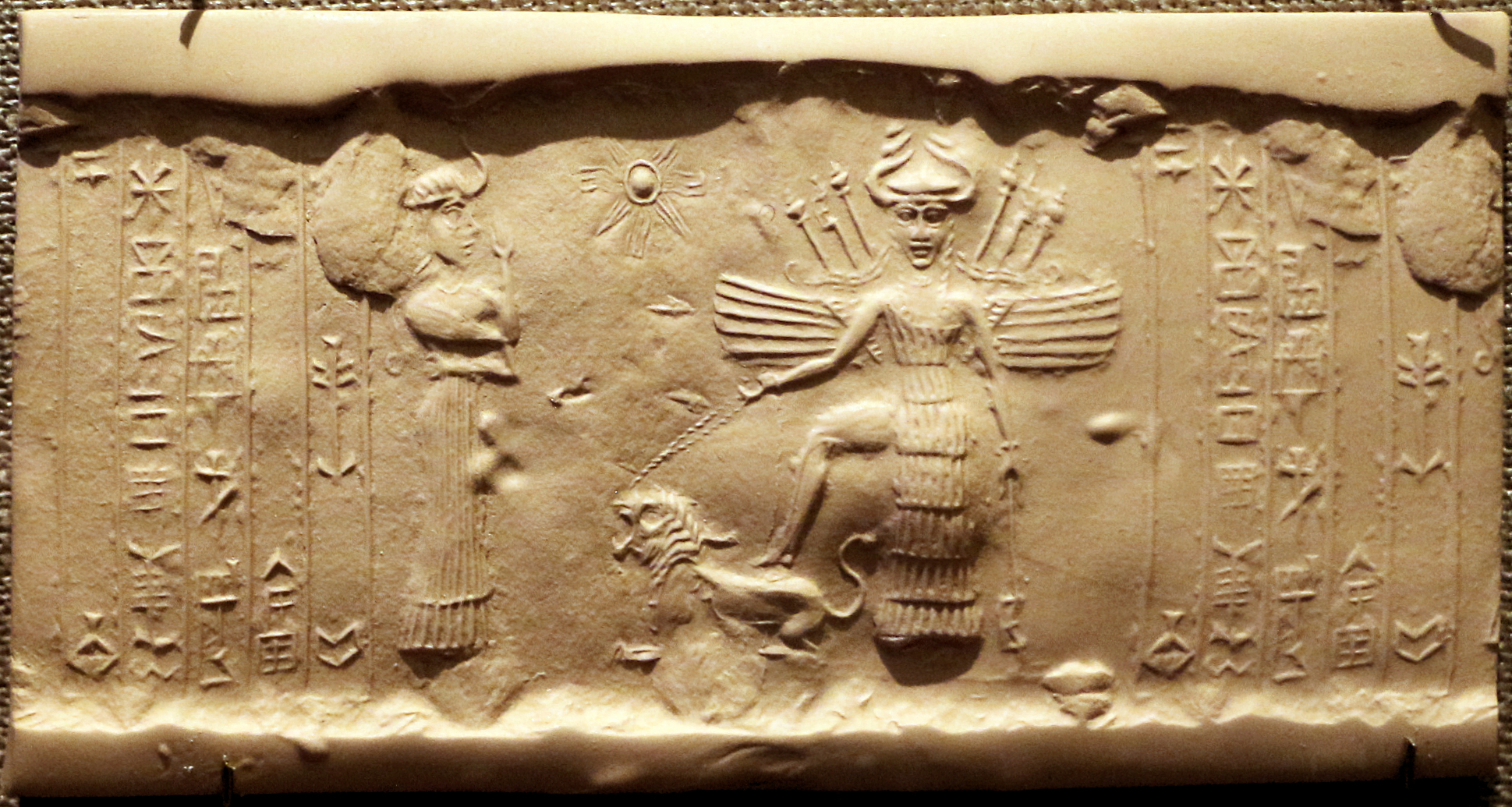
Con dấu hình trụ Akkad cổ đại mô tả Inanna đặt chân lên lưng sư tử trong khi Ninshubur đứng bên phục vụ, c. 2334 - c. 2154 TCN

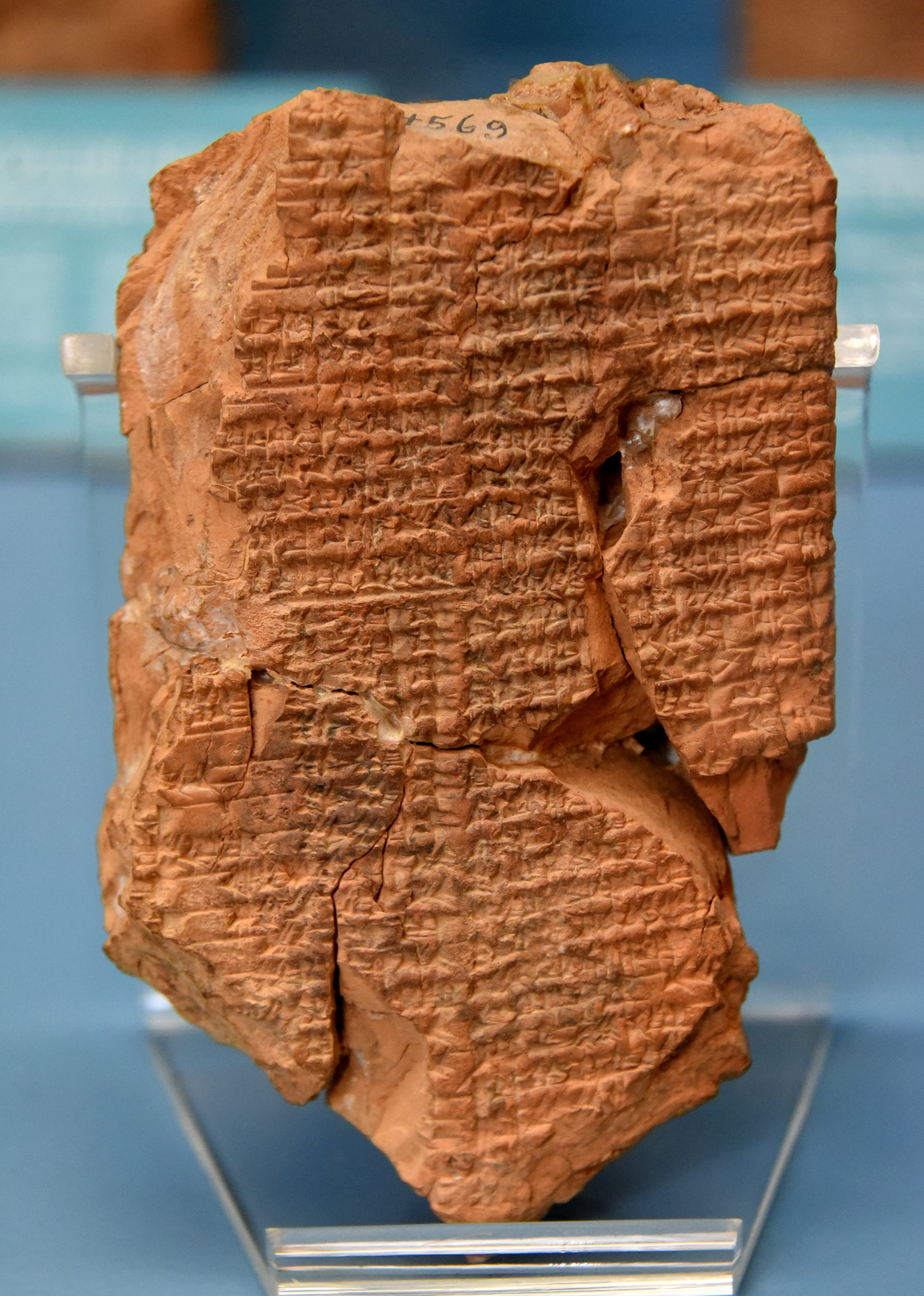
Phiến đất sét Sumer gốc Sumer của Chuyện tình của Inanna và Dumuzid

Bài thơ Enki và Trật tự thế giới (ETCSL 1.1.3) bắt đầu bằng cảnh thần Enki tạo lập trật tự vũ trụ. Ở cuối bài thơ, Inanna đến gặp Enki và phàn nàn rằng bà bị đối xử bất công khi được giao cho quá ít lãnh địa và quyền hạn. Enki bảo rằng bà đã có một miền đất của riêng mình rồi, ông không cần phải cho bà thêm nữa.  
Huyền thoại về "Inanna và Cây Huluppu", có trong phần mở đầu của sử thi Sử thi Gilgamesh (ETCSL 1.8.1.4), xoay quanh một Inanna trẻ tuổi có sức mạnh chưa ổn định. Inanna đem một cây huluppu (có thể là cây liễu) mọc bên bờ sông Euphrates về trồng khu vườn của mình ở Uruk để sau này đợi cây lớn sẽ đẽo thành ngai vàng. Nhưng một con rắn, một con chim Anzû và Lilitu, (tiền thân của Lilith trong văn hóa dân gian Do Thái) đến làm tổ trong thân cây làm cây bị nhiễm bệnh, khiến Inanna rất đau khổ. Người anh hùng Gilgamesh đã giúp bà giết con rắn, còn con chim Anzû và Lilitu phải chạy trốn. Những người đồng hành của Gilgamesh chặt cây và đóng thành một chiếc giường và một ngai vàng dâng lên Inanna. Bà đã làm ra pikku và mikku (có lẽ một cái trống và dùi trống tương ứng, vẫn chưa được xác định), và tặng cho Gilgamesh làm phần thưởng.
Bài thơ Inanna Thích người Trồng lúa (ETCSL 4.0.8.3.3) bắt đầu bằng cảnh Utu nói đùa với Inanna, bảo rằng đã đến lúc bà phải kết hôn.  Tại thời điểm đó bà được một người trồng lúa tên Enkimdu và một người chăn cừu tên Dumuzid theo đuổi. Ban đầu, Inanna thích người trồng lúa hơn, nhưng Utu và Dumuzid dần dần thuyết phục bà nghiêng về phía Dumuzid, vì thứ gì người trồng lúa có thể tặng bà, người chăn cừu cũng đều có thể tặng thứ tốt hơn. Cuối cùng, Inanna lấy Dumuzid. Người chăn cừu và người trồng lúa làm hòa và trao quà cho nhau. Samuel Noah Kramer so sánh huyền thoại này với câu chuyện Cain và Abel trong Kinh thánh vì cả hai huyền thoại đều xoay quanh một người trồng trọt và một người chăn nuôi tranh giành nhau sự ưu ái của thần và đến cuối cùng vị thần đều chọn người chăn cừu.

### Chinh phục và bảo trợ

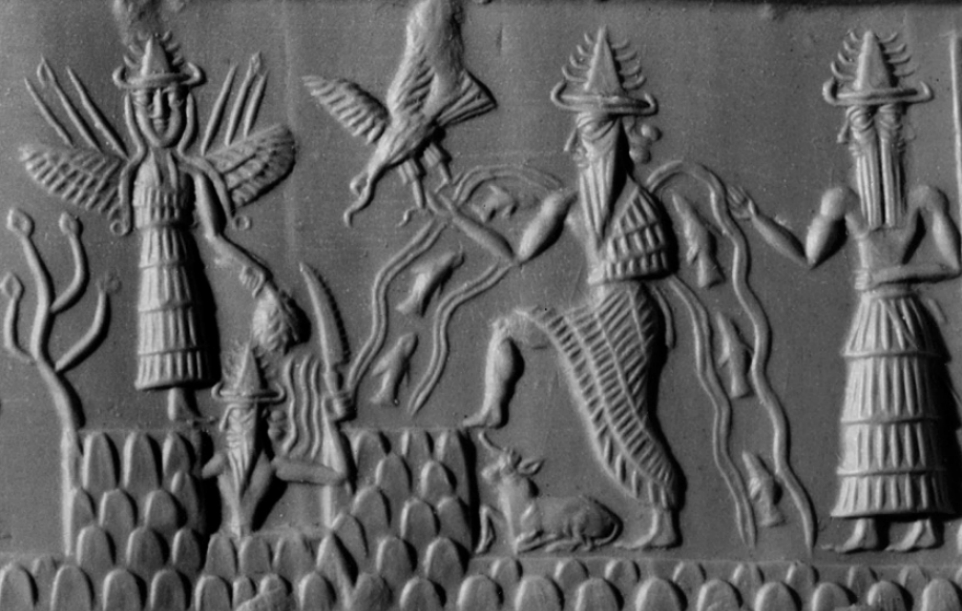
Con dấu Akkadian từ k. 2300 trước Công nguyên, mô tả các vị thần Inanna, Utu, Enki và Isimud

Inanna và Enki (ETCSL t.1.3.1) là một bài thơ dài viết bằng tiếng Sumer, có thể có từ Triều đại thứ ba của Ur (k. 2112 TCN - k. 2004 TCN); nói về việc Inanna đánh cắp các me linh thiêng từ Enki, vị thần của nước và văn hóa. Trong thần thoại Sumer cổ đại, me là một quyền năng hoặc là sở hữu thiêng liêng thuộc về các vị thần, khiến cho nền văn minh của loài người có thể tồn tại được. Mỗi me thể hiện một khía cạnh cụ thể của văn hóa con người. Những khía cạnh này rất đa dạng và các me được liệt kê trong bài thơ bao gồm các khái niệm trừu tượng như Sự thật, Chiến thắng và Cố vấn, các kĩ thuật như viết chữ và dệt vải, và cả các cấu trúc xã hội như luật pháp, tăng lữ, vương quyền và mại dâm. Các me được cho là đại diện cho tất cả các đặc điểm của nền văn minh, cả tích cực và tiêu cực.
Trong huyền thoại, Inanna đi từ Uruk đến thành Eridu của Enki, ăn tiệc và thi uống rượu với Enki. Lợi dụng lúc Enki say bí tỉ, Inanna thuyết phục ông trao me cho mình rồi lên Thuyền Trời trốn về Uruk. Sau khi Enki thức dậy và phát hiện ra rằng các me biến mất, ông giận dữ ra lệnh cho các quái vật đi cướp me về. Sukkal của Inanna, Ninshubur, đã chặn quái vật lại giúp Inanna đưa me đến Uruk an toàn. Enki đành chấp nhận và hòa giải với bà. Truyền thuyết này có thể mang ý nghĩa về cho một sự chuyển giao vai trò lịch sử từ thành Eridu cho thành Uruk, hoặc đánh dấu việc Inanna đã trưởng thành và sẵn sàng trở thành Nữ vương Thiên giới.
Bài thơ Inanna làm chủ Thiên giới là một câu chuyện quan trọng, tuy bản ghi bị hư hại và gián đoạn nhiều phần, về cuộc chinh phạt ngôi đền Eanna ở Uruk của Inanna. Bắt đầu bằng cuộc trò chuyện giữa Inanna và anh trai Utu, Inanna than thở rằng ngôi đền Eanna nằm ngoài lãnh địa của họ nên bà quyết định giành lấy nó. Văn bản bị gián đoạn nhiều do hư hại, nhưng dường như mô tả hành trình gian khổ của bà qua một vùng đầm lầy để tìm đường đến đền thờ. Cuối cùng, Inanna cũng đến được chỗ cha bà An, tuy kinh ngạc vì sự kiêu ngạo của con gái, nhưng vẫn phải thừa nhận rằng bà đã thành công và giành được ngôi đền. Văn bản kết thúc với một đoạn ca tụng Inanna vĩ đại. Huyền thoại này có thể đại diện cho sự chuyển giao quyền lực từ các tư tế đền thần An ở Uruk sang cho các tư tế của Inanna.
Inanna xuất hiện thoáng qua ở phần đầu và phần cuối của sử thi Enmerkar và Lãnh chúa Aratta (ETCSL 1.8.2.3), nói về cuộc cạnh tranh giữa thành Uruk và Aratta. Enmerkar, vua của Uruk, muốn trang hoàng cho tòa thành của mình với ngọc ngà châu báu nhưng những thứ này lại chỉ có ở Aratta. Inanna, nữ thần bảo trợ của cả hai thành phố, hiện lên trước Enmerkar và nói rằng bà ưu ái Uruk hơn Aratta. Bà bảo Enmerkar cử sứ giả đến chỗ vua Aratta để hỏi số vật báu mà Uruk cần. Phần lớn sử thi xoay quanh cuộc tranh đua giữa hai vị vua để giành lấy sự ưu ái của Inanna. Inanna xuất hiện trở lại vào cuối bài thơ để giải quyết xung đột bằng cách bảo Enmerkar thiết lập giao thương giữa hai thành bang.

### Thần thoại công lý

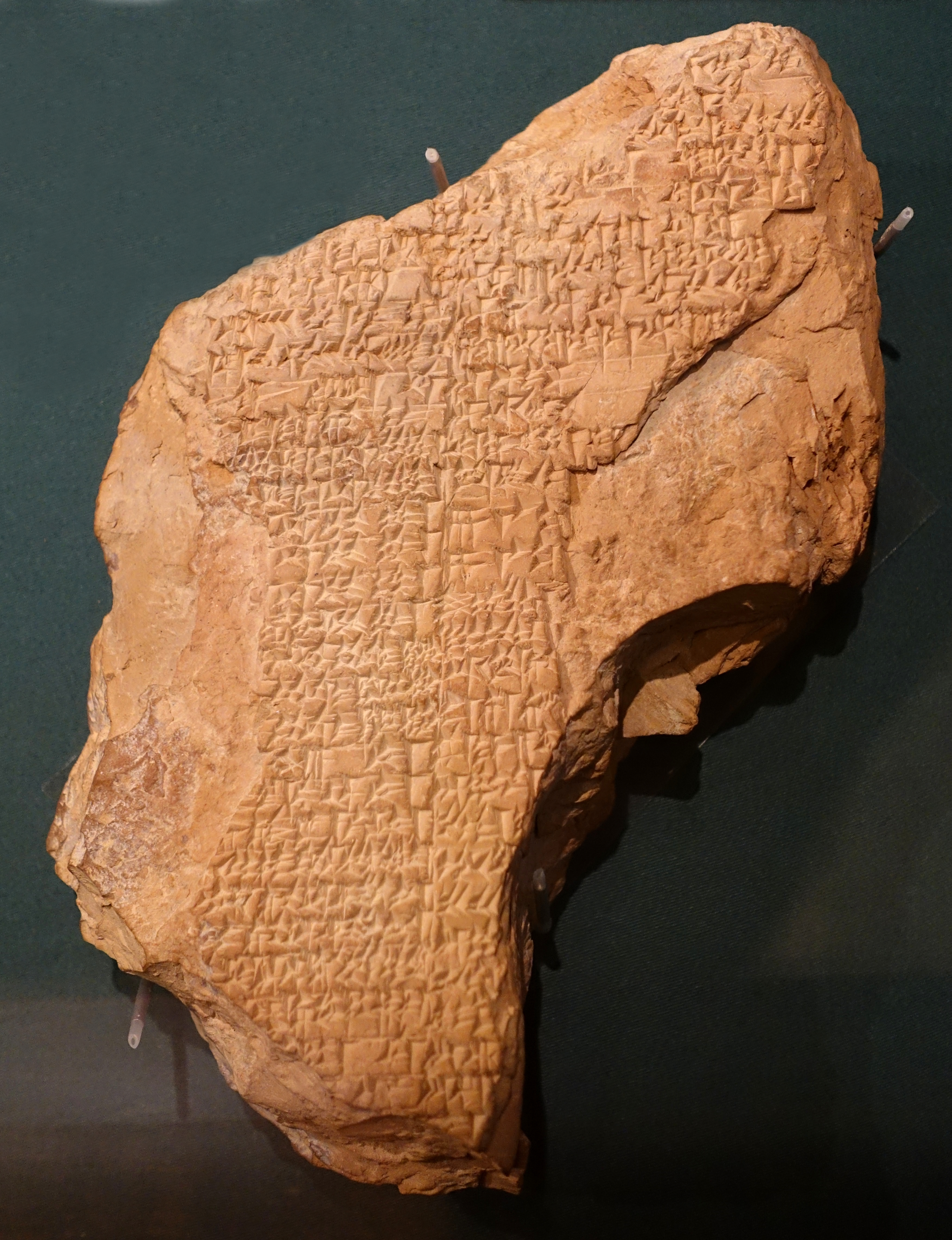
Phiến đất sét gốc Sumer của Inanna và Ebih, hiện đang được lưu trữ tại Viện Đông Phương học tại Đại học Chicago

Inanna và anh trai Utu được coi là người thực thi công lý thần thánh, được thể hiện trong một số huyền thoại. Inanna và Ebih (ETCSL 1.3.2), hay còn gọi là Nữ thần mang Sức mạnh Thần thánh Khủng khiếp, là một bài thơ 184 dòng được viết bởi nhà thơ người Akkad Enheduanna mô tả cuộc đối đầu Inanna với Núi Ebih, một ngọn núi trên dãy núi Zagros. Bài thơ bắt đầu bằng một đoạn ca tụng Inanna. Nữ thần đi du ngoạn khắp thế giới, khi đi ngang qua Núi Ebih, bà thấy tức giận trước vẻ đẹp choáng ngợp của nó, coi đó là một sự sỉ nhục đối với uy quyền của mình. Bà đạp lên núi Ebih và quát mắng, đồng thời xin phép An cho bà phá hủy Núi Ebih. An cảnh báo Inanna không được tấn công ngọn núi, nhưng bà phớt lờ và phá hủy Núi Ebih. Trong phần kết của huyền thoại, bà giải thích với Núi Ebih tại sao cô lại tấn công nó. Trong thơ ca Sumer, cụm từ "kẻ hủy diệt Kur" đôi khi được sử dụng khi nói về Inanna.
Bài thơ Inanna và Shukaletuda (ETCSL 1.3.3) bắt đầu bằng một đoạn ca tụng Inanna như nữ thần sao Kim. Shukaletuda là một người làm vườn kém cỏi và chột mắt, đã làm chết tất cả cây trong vườn, ngoại trừ một cây dương. Shukaletuda cầu nguyện với các vị thần để nhận được chỉ thị từ các vị thần. Trong sự kinh ngạc của hắn, nữ thần Inanna nhìn thấy cây dương và quyết định nằm nghỉ ngơi dưới bóng cây. Shukaletuda cởi bỏ quần áo và cưỡng hiếp Inanna khi bà đang ngủ. Khi nữ thần thức dậy và nhận ra mình đã bị xâm phạm, bà trở nên giận dữ và quyết định đưa kẻ tấn công mình ra trước công lý. Trong cơn thịnh nộ, Inanna thả ra những bệnh dịch khủng khiếp lên mặt đất, biến nước thành máu. Shukaletuda kinh hoàng, xin cha mình nghĩ cách giúp hắn ta thoát khỏi cơn thịnh nộ của Inanna. Cha hắn khuyên nên lẩn giữa đám đông trong thành để che mắt. Inanna tìm khắp các ngọn núi phía Đông, thả xuống một loạt bão tố và chặn hết đường vào thành phố, nhưng vẫn không tìm thấy. Vì vậy bà tìm đến Enki nhờ giúp đỡ, đe dọa sẽ rời khỏi đền thờ của bà ở Uruk nếu ông không đồng ý. Enki đồng ý và cho phép Inanna "bay ngang qua bầu trời như cầu vồng". Inanna cuối cùng cũng tìm được chỗ Shukaletuda lẩn trốn. Hắn tìm cách bào chữa cho hành động của mình, nhưng Inanna không chấp nhận và giết chết hắn ta. Giáo sư thần học Jeffrey Cooley đã dùng câu chuyện về Shukaletuda như một huyền thoại về thiên văn học của người Sumer, cho rằng các chuyển động của Inanna trong câu chuyện tương ứng với các chuyển động của sao Kim. Ông cũng chỉ ra rằng, Shukaletuda nhìn về phía sao Kim ở đường chân trời khi cầu nguyện với nữ thần.
Đoạn văn bản của bài thơ Inanna và Bilulu (ETCSL 1.4.4), được phát hiện tại Nippur, bị hư hỏng nghiêm trọng, nên các học giả đã diễn giải nó theo nhiều cách khác nhau. Phần đầu của bài thơ hầu hết đã bị mất, có thể là một lời than khóc. Phần có thể đọc được của bài thơ mô tả cảnh Inanna nhớ thương người chồng Dumuzid, lúc này đang chăn cừu ở trên thảo nguyên, nên đã lên đường đi tìm ông. Sau đó, phần lớn văn bản bị mất. Khi câu chuyện tiếp tục, Inanna biết được Dumuzid đã bị sát hại bởi mụ tướng cướp già Bilulu và con trai mụ Girgire. Bà đi dọc theo con đường đến Edenlila, dừng lại ở một quán trọ và tìm thấy hai kẻ giết người. Inanna đứng trên một cái ghế và biến Bilulu thành "cái túi da dê mà người ta mang theo vào sa mạc", bắt mụ phải thực hiện nghi lễ tưới rượu lên mộ Dumuzid.

## Inanna xuống Địa ngục
Có hai phiên bản khác nhau của câu chuyện Inanna-Ishtar đi xuống Địa ngục. Một phiên bản Sumer có niên đại từ Triều đại thứ ba của Ur (ETCSL 1.4.1) và một bản Akkad có nguồn gốc rõ ràng từ đầu thiên niên kỷ 2 trước Công nguyên. Phiên bản Sumer của câu chuyện dài gần gấp ba lần phiên bản Akkadian sau này và có nhiều chi tiết hơn.

### Phiên bản Sumer
Trong tôn giáo Sumer, Kur là một hang động tối tăm, thê lương nằm sâu dưới lòng đất; cuộc sống ở đó như "một phiên bản bóng đêm của cuộc sống trên trái đất" và được cai trị bởi chị gái của Inanna, nữ thần Ereshkigal. Trước khi rời đi, Inanna bảo cận thần Ninshubur đến cầu cứu các vị thần Enlil, Nanna, Anu và Enki nếu bà không trở về sau ba ngày. Theo luật lệ của Địa ngục, ngoại trừ các sứ giả được bổ nhiệm, bất cứ ai đã đi vào đều không bao giờ có thể trở ra. Inanna ăn mặc lộng lẫy cho chuyến đi; bà khoác khăn turban, đội tóc giả, đeo vòng cổ lưu ly, đính hạt trên ngực, mặc 'váy pala' (trang phục nữ), tô mắt, đeo giáp ngực và nhẫn vàng, và tay cầm một cây thước ngọc lưu ly. Mỗi kiện trang phục đại diện cho một quyền năng me mà bà sở hữu.

Inanna đến cổng Địa ngục và đòi vào. Người gác cổng Neti hỏi bà lí do, bà trả lời rằng mình muốn đến dự tang lễ của Gugalanna - Thiên Ngưu, "chồng của chị gái tôi Ereshkigal". Neti bẩm báo với Ereshkigal, và được ra lệnh: "Chốt bảy cánh cổng Địa Ngục lại. Sau đó, trên mỗi cánh cổng mở ra một khe nứt, từng cái một. Hãy để Inanna bước vào. Khi nàng bước vào, lột bỏ đi các trang phục vương giả của nàng." Có lẽ quần áo của Inanna không phù hợp đi dự đám tang, cùng với hành vi kiêu ngạo của bà khiến Ereshkigal nghi ngờ. Theo ý chỉ của Ereshkigal, Neti cho phép bước Inanna vào cánh cổng đầu tiên của thế giới ngầm, nhưng bà phải để lại thanh thước ngọc lưu ly của mình, vì "Đó là luật lệ của Địa ngục". Inanna đi qua tổng cộng bảy cánh cổng, mỗi lần phải cởi bỏ một mảnh quần áo hoặc đồ trang sức, do đó bị tước mất hết sức mạnh. Khi đến được trước mặt chị gái, bà đã hoàn toàn trần trụi:
"Sau khi nàng cúi xuống và cởi bỏ phục sức, chúng bị đem đi ngay. Rồi nàng bắt chị gái Erec-ki-gala phải ra khỏi ngai vàng để mình ngồi vào đó thay thế. Anunnaki - chư thần linh, đưa nàng ra xét xử. Họ nhìn nàng – đó là cái nhìn chết chóc. Họ phán xét nàng – đó là lời nói giận dữ. Họ quát mắng nàng – đó là sự trách móc nặng nề. Thần nữ chịu ngục hình biến thành xác chết. Và xác chết bị treo lên móc câu."

Ba ngày và ba đêm trôi qua, Ninshubur đi đến các đền thờ của Enlil, Nanna, An và Enki, và cầu xin họ giải cứu Inanna. Ba vị thần đầu tiên từ chối, cho rằng Inanna tự làm tự chịu, chỉ có Enki vô cùng lo lắng và đồng ý giúp đỡ. Ông tạo ra hai nhân vật vô tính tên là gala-tura và Kur-jara từ bụi đất ở kẽ móng tay. Ông hướng dẫn chúng cách xoa dịu Ereshkigal và khi bà hỏi chúng muốn gì, thì hãy hỏi xin xác chết của Inanna, rồi rắc lên thức ăn và nước của sự sống. Khi chúng đến trước mặt Ereshkigal, bà thấy đau đớn như phụ nữ khi sinh đẻ. Bà hứa cho chúng bất cứ thứ gì, kể cả những dòng sông và cánh đồng ngũ cốc, nếu chúng có thể làm bà hết đau, nhưng chúng từ chối hết mà chỉ đòi xác chết của Inanna. Gala-tura và Kur-jara rắc thức ăn và nước của sự sống lên xác của Inanna và hồi sinh bà.
Ác quỷ Galla được Ereshkigal phái đi theo Inanna ra khỏi Địa ngục và đi tìm bắt một người khác kéo xuống Địa ngục thế chỗ cho Inanna. Đầu tiên chúng muốn bắt Ninshubur, nhưng Inanna ngăn chúng lại vì Ninshubur là người hầu cận trung thành của bà, kẻ đã khóc thương khi bà ở địa ngục. Chúng lại đến tìm Shara, người trang điểm cho Inanna và định bắt anh ta, nhưng Inanna ngăn lại, bởi vì anh ta cũng khóc tang cho bà. Người thứ ba họ gặp là Lulal, cũng đang khóc tang, quỷ định bắt anh ta nhưng Inanna lại ngăn họ lại một lần nữa.  

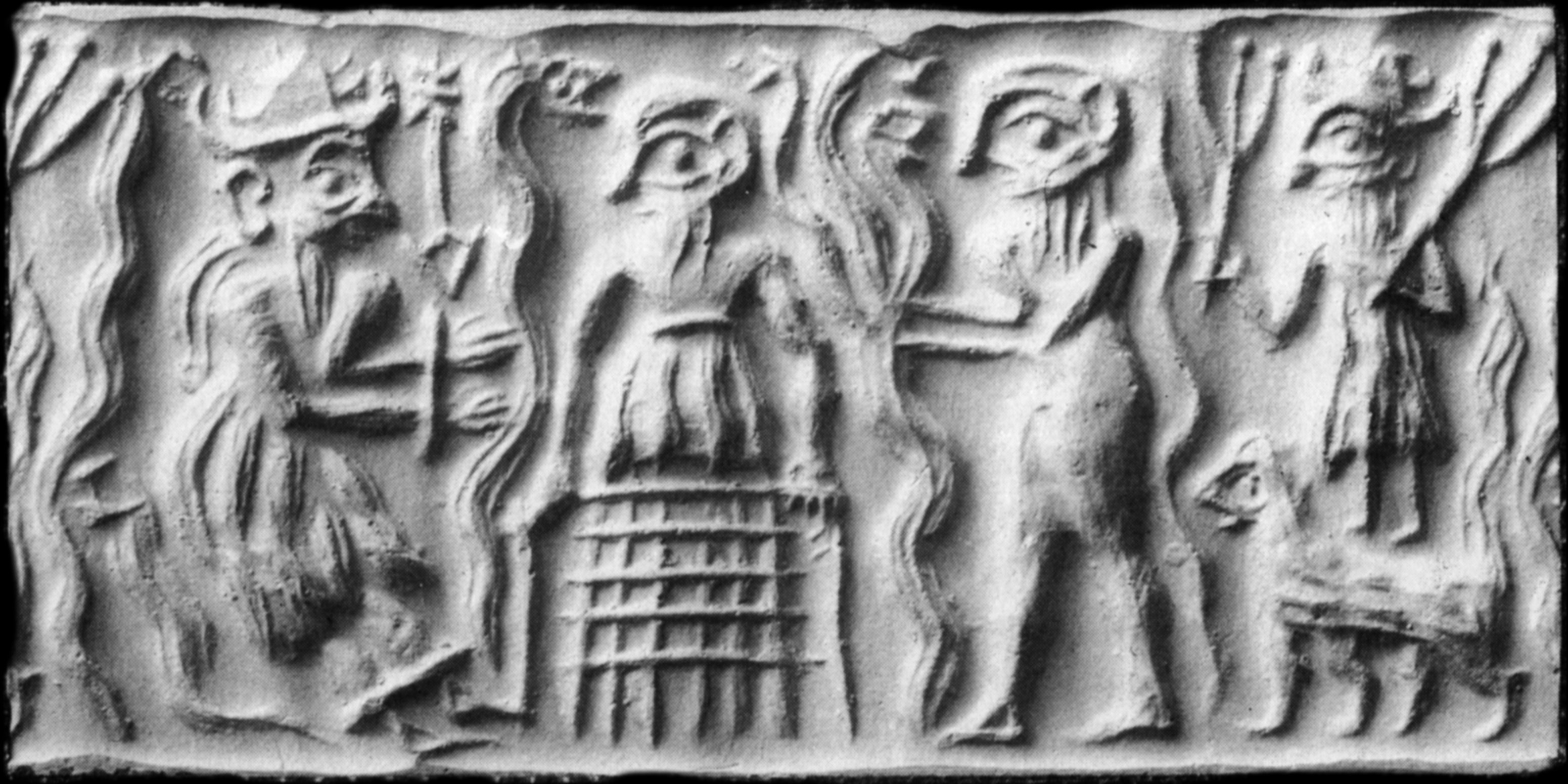
Bản khắc ấn hình trụ của người Sumer cổ đại, cho thấy Dumuzid bị tra tấn trong Địa ngục bởi những con quỷ galla

Cuối cùng, họ gặp Dumuzid, chồng của Inanna. Mặc dù Inanna vừa chết, trái ngược với những người tùy tùng đang than khóc kia, Dumuzid vẫn ăn vận lộng lẫy, nằm nghỉ ngơi bên dưới tán cây, hoặc trên ngai vàng, với một đàn tì nữ vây quanh để tiêu khiển. Điều này khiến Inanna phật ý, bà đồng ý cho galla đem ông ta đi. Sau đó galla kéo Dumuzid xuống Địa ngục. Một văn bản khác được gọi là Giấc mơ của Dumuzid (ETCSL 1.4.3) mô tả những lần Dumuzid cố trốn thoát khỏi bọn con quỷ galla, trong đó có một lần ông được thần mặt trời Utu trợ giúp.
Trong bài thơ Sumer Sự trở lại của Dumuzid, bắt đầu từ đoạn Giấc mơ của Dumuzid kết thúc, chị gái của Dumuzid, Geshtinanna, than khóc đêm ngày vì cái chết của em trai, cùng với Inanna, lúc này đã hối hận, và bà mẹ Sirtur. Ba nữ thần liên tục than khóc cho đến khi một con ruồi tiết lộ cho Inanna vị trí của chồng bà. Inanna và Geshtinanna cùng nhau đến nơi con ruồi đã bảo và tìm thấy Dumuzid. Inanna cho phép Dumuzid sống nửa năm ở Địa ngục với Ereshkigal và nửa năm còn lại ở Thiên giới với bà, trong thời gian đó, Geshtinanna sẽ xuống Địa ngục thế chỗ cho ông.

### Phiên bản Akkad
Phiên bản Akkad bắt đầu bằng việc Ishtar đến cổng Địa ngục và đòi được vào: 
Nếu ngươi không mở cổng cho ta vào,
Ta sẽ đập tan cánh cổng và bẻ nát thanh chốt,
Ta sẽ đập nát bản lề và bẻ ngược cánh cửa,
Ta sẽ dựng người chết sống dậy và để chúng ăn thịt người sống:
Và số người chết sẽ vượt quá số người sống!

Người gác cổng (tên không được nhắc đến trong phiên bản Akkad) bẩm báo với Ereshkigal. Bà ra lệnh để Ishtar bước vào, nhưng phải "đối xử với nàng theo các nghi thức truyền thống". Người gác cổng cho Ishtar vào Địa ngục, mở từng cánh cổng một, cứ mỗi cổng, Ishtar lại phải trút bỏ một thứ trang phục. Khi qua cánh cổng cuối cùng thứ bảy, bà không còn lại gì trên người. Trong cơn thịnh nộ, Ishtar lao vào Ereshkigal, nhưng Ereshkigal ra lệnh cho người hầu Namtar của mình bắt Ishtar lại và phóng ra sáu mươi căn bệnh dịch tấn công bà.  
Sau khi Ishtar xuống Địa ngục, mọi hoạt động tình dục trên mặt đất đều ngừng lại. Thần Papsukkal, phiên bản Akkad của Ninshubur, đã bẩm báo với Ea, vị thần của trí tuệ và văn hóa. Ea tạo ra một sinh vật vô tính tên là Asu-shu-namir và cử nó đến chỗ Ereshkigal, bảo nó cầu nguyện "tên của các vị thần vĩ đại" khiến cho bà cực kì đau đớn để đòi lấy một chiếc túi chứa nước của sự sống. Ereshkigal giận dữ những vẫn buộc phải thực hiện yêu cầu. Asu-shu-namir rắc thứ nước của sự sống lên Ishtar, làm bà hồi sinh. Sau đó, Ishtar quay trở lại đi qua bảy cánh cổng, tại mỗi cổng lại nhận về một thứ trang phục, và mặc lại đầy đủ quần áo khi thoát ra khỏi cánh cổng thứ bảy.

## Thần thoại sau này

### Sử thi Gilgamesh

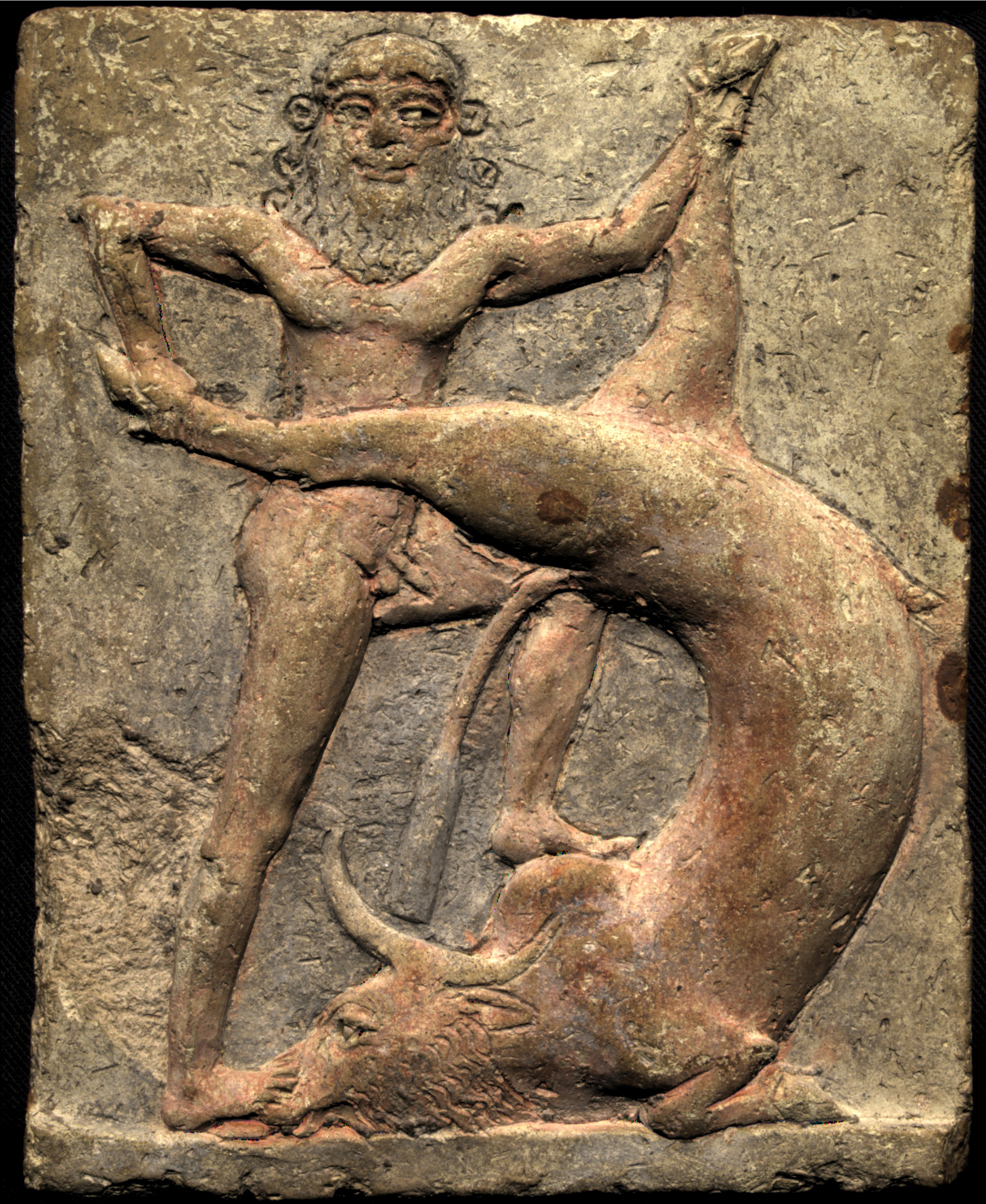
Bức phù điêu bằng đất nung của người Lưỡng Hà cổ đại thể hiện cảnh Gilgamesh giết chết Thiên Ngưu do Ishtar cử đến trong Phiến đất sét VI của Sử thi Gilgamesh sau khi ông từ chối bị bà mê hoặc.

Trong Sử thi Gilgamesh bản Akkad, Ishtar hiện lên trước Gilgamesh sau khi ông ta và Enkidu trở về Uruk sau chiến thắng trước yêu tinh Humbaba và yêu cầu Gilgamesh trở thành chồng mình. Gilgamesh từ chối bà, chỉ ra rằng tất cả những người tình trước đây của bà đều bị đối xử tàn tệ:
Hãy nghe ta nói đây khi ta kể ra số phận của những kẻ tình nhân của ngươi. Đó là Tammuz, lúc ngươi đang tuổi thanh xuân, ngươi bắt hắn phải than khóc hết năm này qua năm khác. Ngươi yêu chim sẻ ngực hoa cà sặc sỡ, nhưng ngươi vẫn tước của hắn đi đôi cánh. [...] Ngươi yêu hùng sư: ngươi đào cho hắn bảy lần hố bẫy rập. Ngươi yêu chiến mã: ngươi tròng vào hắn dây cương, đinh thúc và roi quật. [...] Ngươi yêu kẻ chăn cừu; hắn làm bánh cho ngươi ăn mỗi ngày, hắn giết hại hài đồng vì ngươi. Ngươi biến hắn thành sói đồng hoang, và giờ đây lũ trẻ chăn cừu xua đuổi hắn, đàn chó săn luôn chực chờ lao vào xâu xé hắn."

Giận dữ vì bị Gilgamesh từ chối, Ishtar lên thiên giới kể với cha mình Anu rằng Gilgamesh đã xúc phạm bà. Anu hỏi bà sao lại về kêu ca với ông mà không đi đối đầu với chính Gilgamesh. Ishtar đòi Anu giao Thiên Ngưu Gugalanna cho bà và dọa sẽ "phá cổng địa ngục và đập vỡ chốt cửa", "đem người chết lên chiếm chỗ của người sống" nếu ông không đồng ý. 

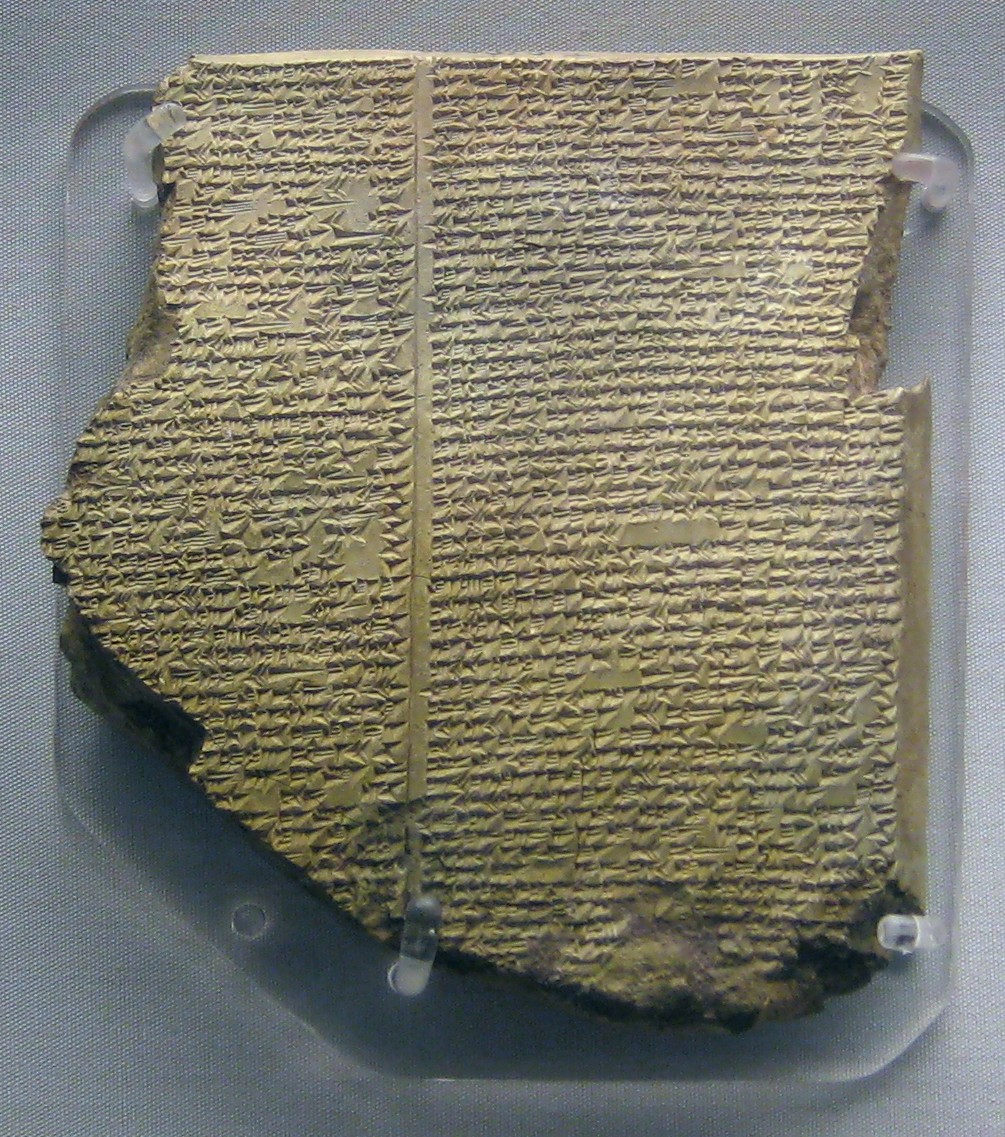
Phiến đất sét XI bản Akkad gốc ("Phiến Người sống sót") của Sử thi Gilgamesh

Anu đưa Thiên Ngưu cho Ishtar, và Ishtar cử nó xuống tấn công Gilgamesh và Enkidu. Gilgamesh và Enkidu giết con bò và dâng trái tim lên cho thần mặt trời Shamash. Trong khi Gilgamesh và Enkidu nghỉ lấy lại sức, Ishtar đứng trên tường thành Uruk và nguyền rủa Gilgamesh. Enkidu xé đùi phải của con bò ra rồi ném vào mặt Ishtar, nói: "Nếu ta có thể đụng vào ngươi, thì ta sẽ làm như thế này, và trói ngươi lại rồi quất roi." (Enkidu sau đó phải trả giá vì sự khiếm nhã này.) Ishtar ra lệnh cho tất cả "tì thiếp, nàng hầu và gái điếm" than khóc cho Thiên Ngưu. Trong khi đó, Gilgamesh tổ chức ăn mừng chiến công đánh bại bò thần.
Sau đó trong sử thi, Utnapishtim kể cho Gilgamesh nghe câu chuyện về trận đại hồng thủy, do thần Enlil giáng xuống để tận diệt loài người vì dân số đông đúc làm ồn khiến ông không ngủ được. Utnapishtim kể rằng khi trận lụt xảy ra, Ishtar đã khóc than cho sự hủy diệt của loài người cùng với chư thần. Sau đó, sau khi lũ lụt qua đi, Utnapishtim hiến tế cho các vị thần. Ishtar hiện ra, cổ đeo chuỗi ngọc lưu ly có hạt hình con ruồi, bảo ông rằng Enlil đã không hề bàn bạc gì về trận lụt với ai, Bà thề trên tín vật là chiếc vòng cổ lưu ly rằng, bà sẽ không bao giờ cho phép điều đó xảy ra lần nữa. Ishtar mời tất cả các vị thần ngoại trừ Enlil tới tề tựu và thưởng thức lễ vật.

### Những câu chuyện khác
Trong huyền thoại sáng tạo Hitti, Ishtar được sinh ra sau khi thần Kumarbi lật đổ cha mình Anu. Kumarbi cắn đứt dương vật của Anu và nuốt chúng, khiến ông ta mang thai và sinh ra con của Anu, bao gồm Ishtar và anh trai song sinh, thần bão Teshub. Câu chuyện này sau đó trở thành nền tảng cho câu chuyện trong Thần thoại Hy Lạp, Uranus bị con trai Cronus thiến và ném dương vật xuống biển, dẫn đến sự ra đời của Aphrodite, được kể lại trong Theogony của Hesiod. Trong huyền thoại Hitti sau này, Ishtar cố gắng quyến rũ quái vật Ullikummi, nhưng thất bại vì quái vật này vừa mù vừa điếc và không thể nhìn thấy hoặc nghe thấy bà. Người Hurria và Hitti dường như đã đồng hóa Ishtar với nữ thần riêng của họ Išḫara. Trong một văn bản ngụy thư Tân Assyria ghi lại ở thế kỷ 7 TCN tự nhận là tự truyện của Sargon của Akkad, Ishtar hiện ra trước Sargon, "bao quanh bởi một đàn chim bồ câu", trong khi ông ta đang làm vườn cho Akki, người lấy nước. Ishtar tuyên bố Sargon là người tình của bà và cho phép ông trở thành người cai trị Sumer và Akkad.

### Dẫn nguồn
1. 1 2  Black & Green 1992, tr. 108.
2. ↑  Leick 1998, tr. 88.
3. 1 2  Heffron 2016.
4. ↑  Wolkstein & Kramer 1983, tr. xviii.
5. ↑  Nemet-Nejat 1998, tr. 182.
6. ↑  Wolkstein & Kramer 1983, tr. xv.
7. ↑  Penglase 1994, tr. 42–43.
8. 1 2 3 4 5  Kramer 1961, tr. 101.
9. 1 2  Black & Green 1992, tr. 156, 169–170.
10. 1 2  Liungman 2004, tr. 228.
11. 1 2 3  Black & Green 1992, tr. 118.
12. 1 2  Collins 1994, tr. 113–114.
13. ↑  Kleiner 2005, tr. 49.
14. ↑  Black & Green 1992, tr. 169–170.
15. ↑  Jacobsen 1976.
16. ↑  Black & Green 1992, tr. 156–157.
17. ↑  Black & Green 1992, tr. 156.
18. ↑  Botterweck & Ringgren 1990, tr. 35.
19. 1 2  Black & Green 1992, tr. 108–109.
20. ↑  Nemet-Nejat 1998, tr. 203.
21. 1 2 3 4 5 6  Cooley 2008, tr. 161–172.
22. 1 2  Foxvog 1993, tr. 106.
23. ↑  Black & Green 1992, tr. 34–35.
24. 1 2  Vanstiphout 1984, tr. 225–228.
25. 1 2  Penglase 1994, tr. 15–17.
26. 1 2  Black & Green 1992, tr. 108–9.
27. ↑  Leick 1994, tr. 65–66.
28. ↑  Gilgamesh, p. 86
29. ↑  Pryke 2017, tr. 146.
30. ↑  Pumpelly, Raphael (1908), "Ancient Anau and the Oasis-World and General Discussion of Results", Explorations in Turkestan: Expedition of 1904: Prehistoric Civilizations of Anau: Origins, Growth and Influence of Environment, 73 (1): 48, truy cập ngày 24 tháng 6 năm 2018
31. ↑  Wolkstein & Kramer 1983, tr. 92, 193.
32. ↑  Kramer 1963, tr. 172–174.
33. ↑  Kramer 1963, tr. 174.
34. ↑  Kramer 1963, tr. 182.
35. ↑  Kramer 1961, tr. 30.
36. ↑  Wolkstein & Kramer 1983, tr. 141.
37. ↑  Pryke 2017, tr. 153–154.
38. 1 2 3 4  Kramer 1961, tr. 33.
39. 1 2 3 4 5 6  Mark 2018.
40. 1 2 3 4 5 6  Fontenrose 1980, tr. 172.
41. ↑  Kramer 1961, tr. 33–34.
42. ↑  Wolkstein & Kramer 1983, tr. 140.
43. ↑  Kramer 1961, tr. 34.
44. ↑  Wolkstein & Kramer 1983, tr. 9.
45. ↑  Wolkstein & Kramer 1983, tr. 30–49.
46. 1 2  Kramer 1961, tr. 102–103.
47. ↑  Kramer 1961, tr. 101–103.
48. ↑  Kramer 1961, tr. 32–33.
49. ↑  Leick 1998, tr. 90.
50. 1 2 3 4  Kramer 1961, tr. 66.
51. 1 2  Black & Green 1992, tr. 130.
52. ↑  Kramer 1961, tr. 65.
53. ↑  Wolkstein & Kramer 1983, tr. 14.
54. ↑  Wolkstein & Kramer 1983, tr. 14–20.
55. 1 2  Kramer 1961, tr. 66–67.
56. ↑  Wolkstein & Kramer 1983, tr. 20.
57. ↑  Wolkstein & Kramer 1983, tr. 20–21.
58. ↑  Kramer 1961, tr. 67–68.
59. ↑  Wolkstein & Kramer 1983, tr. 20–24.
60. 1 2  Kramer 1961, tr. 68.
61. ↑  Wolkstein & Kramer 1961, tr. 20–24.
62. ↑  Pryke 2017, tr. 94.
63. ↑  Wolkstein & Kramer 1983, tr. 24–25.
64. ↑  Wolkstein & Kramer 1983, tr. 26–27.
65. 1 2 3 4 5 6 7 8  Harris 1991, tr. 261–278.
66. ↑  Wolkstein & Kramer 1983, tr. 146-150.
67. ↑  Vanstiphout 2003, tr. 57–61.
68. 1 2  Vanstiphout 2003, tr. 49.
69. ↑  Vanstiphout 2003, tr. 57–63.
70. ↑  Vanstiphout 2003, tr. 61–63.
71. ↑  Vanstiphout 2003, tr. 63–87.
72. ↑  Vanstiphout 2003, tr. 50.
73. ↑  Pryke 2017, tr. 36–37.
74. ↑  Pryke 2017, tr. 162–173.
75. 1 2  Pryke 2017, tr. 165.
76. ↑  Attinger 1988, tr. 164–195.
77. 1 2 3 4  Karahashi 2004, tr. 111.
78. ↑  Kramer 1961, tr. 82–83.
79. 1 2  Karahashi 2004, tr. 111–118.
80. ↑  Kramer 1961, tr. 82.
81. 1 2 3 4 5 6 7 8 9 10 11 12 13  Cooley 2008, tr. 162.
82. 1 2  Cooley 2008, tr. 163.
83. 1 2 3 4 5 6 7 8 9 10 11 12  Leick 1998, tr. 89.
84. 1 2 3 4  Fontenrose 1980, tr. 165.
85. 1 2  Pryke 2017, tr. 166.
86. ↑  Black & Green 1992, tr. 109.
87. 1 2 3  Kramer 1961, tr. 83–86.
88. 1 2 3  Wolkstein & Kramer 1983, tr. 127–135.
89. ↑  Dalley 1989, tr. 154.
90. 1 2 3  Choksi 2014.
91. 1 2  Black & Green 1992, tr. 77.
92. 1 2  Kramer 1961, tr. 86–87.
93. 1 2 3 4  Penglase 1994, tr. 17.
94. ↑  Kramer 1961, tr. 88.
95. ↑  Wolkstein & Kramer 1983, tr. 56.
96. ↑  Wolkstein & Kramer 1983, tr. 157.
97. 1 2 3  Kramer 1961, tr. 90.
98. ↑  Wolkstein & Kramer 1983, tr. 54–55.
99. 1 2  Wolkstein & Kramer 1983, tr. 55.
100. ↑  Kramer 1961, tr. 91.
101. ↑  Wolkstein & Kramer 1983, tr. 56–57.
102. ↑  Wolkstein 1983, tr. 57.
103. ↑  Kilmer 1971, tr. 299–309.
104. ↑  Kramer 1961, tr. 87.
105. 1 2  Wolkstein & Kramer 1983, tr. 157–159.
106. ↑  Black, Jeremy; Cunningham, Graham; Flückiger-Hawker, Esther; Robson, Eleanor; Taylor, John; Zólyomi, Gábor. "Inana's descent to the netherworld". Electronic Text Corpus of Sumerian Literature. Oxford University. Truy cập ngày 22 tháng 6 năm 2017.
107. 1 2  Kramer 1961, tr. 93–94.
108. ↑  Wolkstein & Kramer 1983, tr. 61–64.
109. ↑  Penglase 1994, tr. 17–18.
110. ↑  Wolkstein & Kramer 1983, tr. 61–62.
111. 1 2 3 4 5 6 7 8 9 10 11 12 13 14 15  Penglase 1994, tr. 18.
112. 1 2 3 4  Kramer 1961, tr. 94.
113. ↑  Wolkstein & Kramer 1983, tr. 62–63.
114. 1 2 3  Wolkstein & Kramer 1983, tr. 64.
115. 1 2  Wolkstein & Kramer 1983, tr. 65–66.
116. ↑  Wolkstein & Kramer 1983, tr. 65.
117. ↑  Kramer 1961, tr. 94–95.
118. ↑  Wolkstein & Kramer 1983, tr. 67–68.
119. 1 2 3  Kramer 1961, tr. 95.
120. 1 2 3  Wolkstein & Kramer 1983, tr. 68–69.
121. ↑  Kramer 1961, tr. 95–96.
122. ↑  Wolkstein & Kramer 1983, tr. 69–70.
123. 1 2 3  Kramer 1961, tr. 96.
124. ↑  Wolkstein & Kramer 1983, tr. 70.
125. 1 2  Wolkstein & Kramer 1983, tr. 70–71.
126. 1 2 3  Wolkstein & Kramer 1983, tr. 71–73.
127. 1 2  Tinney 2018, tr. 86.
128. ↑  Tinney 2018, tr. 85–86.
129. ↑  Wolkstein & Kramer 1983, tr. 74–84.
130. ↑  Wolkstein & Kramer 1983, tr. 85–87.
131. ↑  Wolkstein & Kramer 1983, tr. 87–89.
132. ↑  Wolkstein & Kramer 1983, tr. 88–89.
133. ↑  Kramer 1966, tr. 31.
134. ↑  Wolkstein & Kramer 1983, tr. 85–89.
135. 1 2  Dalley 1989, tr. 155.
136. 1 2  Dalley 1989, tr. 156.
137. ↑  Dalley 1989, tr. 156–157.
138. 1 2 3  Dalley 1989, tr. 158–160.
139. ↑  Bertman 2003, tr. 124.
140. 1 2  Dalley 1989, tr. 81–82.
141. 1 2 3 4 5 6  Dalley 1989, tr. 80.
142. ↑  Gilgamesh, p. 86
143. 1 2  Fontenrose 1980, tr. 168–169.
144. 1 2 3 4 5  Dalley 1989, tr. 82.
145. 1 2 3 4 5  Fontenrose 1980, tr. 169.
146. ↑  Gilgamesh, p. 88
147. ↑  Dalley 1989, tr. 82-83.
148. ↑  Dalley 1989, tr. 109–116.
149. ↑  Dalley 1989, tr. 109–111.
150. ↑  Dalley 1989, tr. 113.
151. ↑  Dalley 1989, tr. 114.
152. 1 2  Dalley 1989, tr. 114–115.
153. ↑  Dalley, tr. 114–115.
154. ↑  Dalley 1989, tr. 115.
155. 1 2 3 4 5 6  Puhvel 1987, tr. 25.
156. ↑  Puhvel 1987, tr. 27.
157. ↑  Güterbock và đồng nghiệp 2002, tr. 29.
158. ↑  Black & Green 1992, tr. 110.
159. 1 2 3  Westenholz 1997, tr. 33–49.